# Kowloon Masjid en Islamitisch Centrum
Kowloon Masjid en Islamitisch Centrum is de grootste moskee van Hongkong. Het ligt aan de Nathan Road in Yau Tsim Mong District, Kowloon. Er zijn elke dag gebedsdiensten. Er kunnen wel tweeduizend mensen tegelijkertijd in het gebouw bidden. De moskee werd in 1896 gesticht door soldaten uit Brits-Indië. Het huidige gebouw is gebouwd in 1984. Naast de moskee ligt het Kowloon Park.
De meeste bezoekers van de moskee zijn Hongkongers van Zuid-Aziatische afkomst. Deze mensen wonen vaak al meer dan drie generaties in Hongkong en hebben de Hongkongse nationaliteit. Hongkongers zijn na decennia inmiddels al gewend geraakt aan de islamitische klederdracht van Hongkongers die de islam belijden.  